# Colegio universitario
Un Colegio universitario es un centro docente donde se imparten estudios superiores. Puede formar parte de una universidad, al igual que las facultades y escuelas universitarias, o funcionar de manera independiente.

## Argentina
En la Argentina son instituciones que pueden crearse de manera autónoma o por la transformación de los múltiples institutos de educación superior o docentes con que cuenta el país cuando estos articulen o transfieran alumnos a las universidades tanto nacionales como provinciales.
Esta visión de la educación superior no universitaria apunta fundamentalmente a que la educación superior en ciudades chicas, esto es, menores a 50.000 habitantes, que se brinda en instituciones superiores locales técnicos o docentes, retenga a los alumnos en su ciudad por los 2 o 3 primeros años de estudios de sus carreras para luego transferir estos estudios a distintas universidades del país con el objeto de completar en ellas las respectivas licenciaturas.
Por otra parte el Colegio Universitario local tiene como objeto atender a nivel de la educación superior toda la educación no formal, la recapacitación laboral y las expresiones culturales locales actuando como mediador entre la ciudad y las distintas universidades y siendo el ámbito de dicho encuentro.
Los Colegios Universitarios están reglados por el art. 22 de la Ley de Educación Superior n.º 24.521.

## Estados Unidos

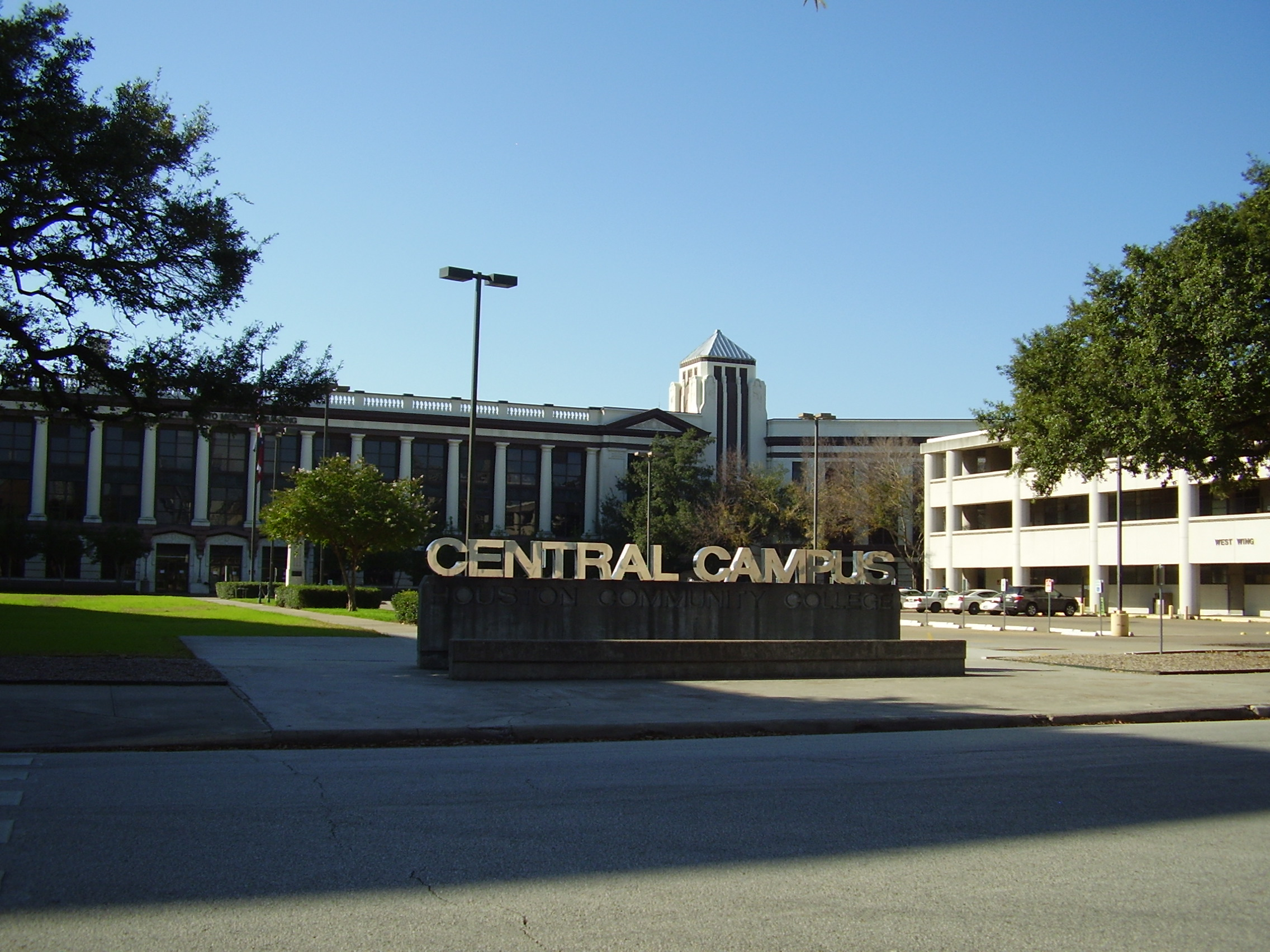
Houston Community College Central Campus en Midtown, Houston

Los colegios universitarios estadounidenses, o "colegios comunitarios" (Community College, Junior College, Technical College, o City College en idioma inglés) ofertan titulaciones académicas de dos años de duración denominadas grados de asociado.
Los colegios comunitarios sirve a una comunidad en particular y admiten a todas las personas que han obtenido el diploma de High School.